# Corina Caduff
Corina Caduff (* 1965 in Chur) ist eine Schweizer Kulturwissenschaftlerin, Literaturkritikerin und Autorin.

## Leben
Sie schloss ihr Studium der Germanistik an der Universität Zürich 1991 mit der Promotion über Elfriede Jelinek ab. Ihre Habilitation erlangte sie 2001 an der Technischen Universität Berlin, wo sie von 2002 bis 2008 als Privatdozentin tätig war. Von 2004 bis 2017 war sie Professorin an der Zürcher Hochschule der Künste. Aktuell ist sie Vizerektorin Forschung der Berner Fachhochschule sowie Literatur- und Kulturwissenschaftlerin an der Hochschule der Künste Bern. Daneben ist sie in wissenschaftlichen und kulturellen Förderinstitutionen aktiv.
Ihre Arbeitsschwerpunkte sind Artistic Research, Gegenwartsliteratur, das Verhältnis der Künste sowie Sterben und Tod. Sie publiziert im akademischen und im essayistischen Bereich.
Von 2005 bis 2009 wirkte sie als Kritikerin beim Literaturclub des Schweizer Fernsehens mit. Sie war Mitglied der Jury beim Ingeborg-Bachmann-Preis 2012 und beim Schweizer Buchpreis 2014 und 2015 und ist Mitglied des Deutschschweizer PEN Zentrums.

## Auszeichnungen
- 2015: Anerkennungspreis – Kulturpreis der Stadt Chur

## Werke

### Autorschaft
- „Ich gedeihe inmitten von Seuchen.“ Elfriede Jelinek – Theatertexte. Lang, Bern 1991, ISBN 3-261-04439-X. (= Dissertation Univ. Zürich).
- „Dadim dadam“. Figuren der Musik in der Literatur Ingeborg Bachmanns. Böhlau, Köln 1998, ISBN 3-412-01098-7.
- Die Literarisierung von Musik und bildender Kunst um 1800. Fink, München 2003, ISBN 3-7705-3763-7 (= Habilitationsschrift).
- Die Künste im Gespräch. Zum Verhältnis von Kunst, Musik, Literatur und Film. (Mit Sabine Gebhardt Fink, Florian Keller, Steffen Schmidt). Fink, München 2007, ISBN 978-3-7705-4524-7.
- Land in Aufruhr. Die Künste und ihre Schauplätze. Lenos, Basel 2007, ISBN 978-3-85787-707-0.
- Kränken und Anerkennen. Essays. Lenos, Basel 2010, ISBN 978-3-85787-743-8.
- Szenen des Todes. Lenos, Basel 2013, ISBN 978-3-85787-434-5.
- Wozu Vergänglichkeit? Elf Gespräche über Atome, Tod und schwarze Löcher. Kadmos, Berlin 2018, ISBN 978-3-86599-366-3, (open access)
- Sterben und Tod öffentlich gestalten. Neue Praktiken und Diskurse in den Künsten der Gegenwart. Fink Verlag, München 2022, ISBN 978-3-8467-6666-8, (open access)

### Herausgeberschaft
- Laure Wyss: Schriftstellerin und Journalistin. Limmat, Zürich 1996, ISBN 3-85791-277-4.
- Das Geschlecht der Künste. (Mit Sigrid Weigel). Böhlau, Köln 1996, ISBN 3-412-07693-7.
- Figuren des Fremden in der Schweizer Literatur. Limmat, Zürich 1997, ISBN 3-85791-283-9.
- Rituale heute. Theorien – Kontroversen – Entwürfe. (Mit Joanna Pfaff-Czarnecka). Reimer, Berlin 1999, ISBN 3-496-02666-9.
- Schreiben gegen die Moderne. Germanistik in der Schweiz – Beiträge zu einer kritischen Fachgeschichte. (Mit Michael Gamper). Chronos, Zürich 2001, ISBN 3-0340-0503-2.
- Nationale Literaturen heute – ein Fantom? Die Imagination und Tradition des Schweizerischen als Problem. (Mit Reto Sorg). Fink/NZZ, München/Zürich 2004, ISBN 3-7705-4011-5.
- Chiffre 2000 – Neue Paradigmen der Gegenwartsliteratur. (Mit Ulrike Vedder). Fink, München 2005, ISBN 3-7705-4178-2.
- High–Low. Hoch- und Alltagskultur in Musik, Kunst, Literatur, Tanz und Kino. (Mit Tan Wälchli). Kadmos, Berlin 2007, ISBN 978-3-86599-042-6.
- Autorschaften in den Künsten. Konzepte – Praktiken – Medien. (Mit Tan Wälchli). Jahrbuch Zürcher Hochschule der Künste 4. Zürich 2007, ISBN 978-3-906437-22-4.
- Schmerz in den Künsten. (Mit Tan Wälchli). Jahrbuch Zürcher Hochschule der Künste 5. Zürich 2009, ISBN 978-3-906437-26-2.
- Passionen. Objekte – Schauplätze – Denkstile. (Mit Anne-Kathrin Reulecke und Ulrike Vedder). Fink, München 2010, ISBN 978-3-7705-5006-7.
- Kunst und Künstlerische Forschung / Art and Artistic Research. (Mit Fiona Siegenthaler und Tan Wälchli). Jahrbuch Zürcher Hochschule der Künste 6. Zürich 2010, ISBN 978-3-85881-293-3.
- Gegenwart schreiben – Zur deutschsprachigen Literatur 2000–2015. (Mit Ulrike Vedder). Fink, München 2017, ISBN 978-3-7705-5918-3.
- Artistic Research and Literature. (Mit Tan Wälchli). Fink, 2019, open access, ISBN 978-3-7705-6333-3.
- Kontext Sterben. Institutionen – Strukturen – Beteiligte. (Mit Minou Afzali, Francis Müller, Eva Soom Ammann). Scheidegger & Spiess, Zürich 2022, ISBN 978-3-03942-050-6.open access
- Ein letztes Buch. Autorinnen und Autoren schreiben über ihr Sterben. rüffer & rub, Zürich 2023, ISBN 978-3-907351-10-9.[1]
- Sterben Gestalten: Möglichkeitsräume am Lebensende (Mit Bitten Stetter, Minou Afzali, Francis Müller, Eva Soom Ammann). Scheidegger & Spiess, Zürich 2024, ISBN 978-3-03942-190-9. open access

### Webpublikationen
- Der Reigen der Künste. 2006 (mit Sabine Gebhardt Fink, Florian Keller und Steffen Schmidt).[2]
- Intercultural Questionnaire about Death and Dying / Interkultureller Fragebogen zu Tod und Sterben. 2015 (mit Francis Müller).[3]